# ハーゲン・アム・トイトブルガー・ヴァルト
ハーゲン・アム・トイトブルガー・ヴァルト (ドイツ語: Hagen am Teutoburger Wald, [ˈhaːɡn̩ am ˈtɔ͡ytobʊrɡɐ ˈvalt]) は、ドイツ連邦共和国ニーダーザクセン州オスナブリュック郡南西部の町村（以下、本項では便宜上「町」と記述する）である。

## 地理

### 位置

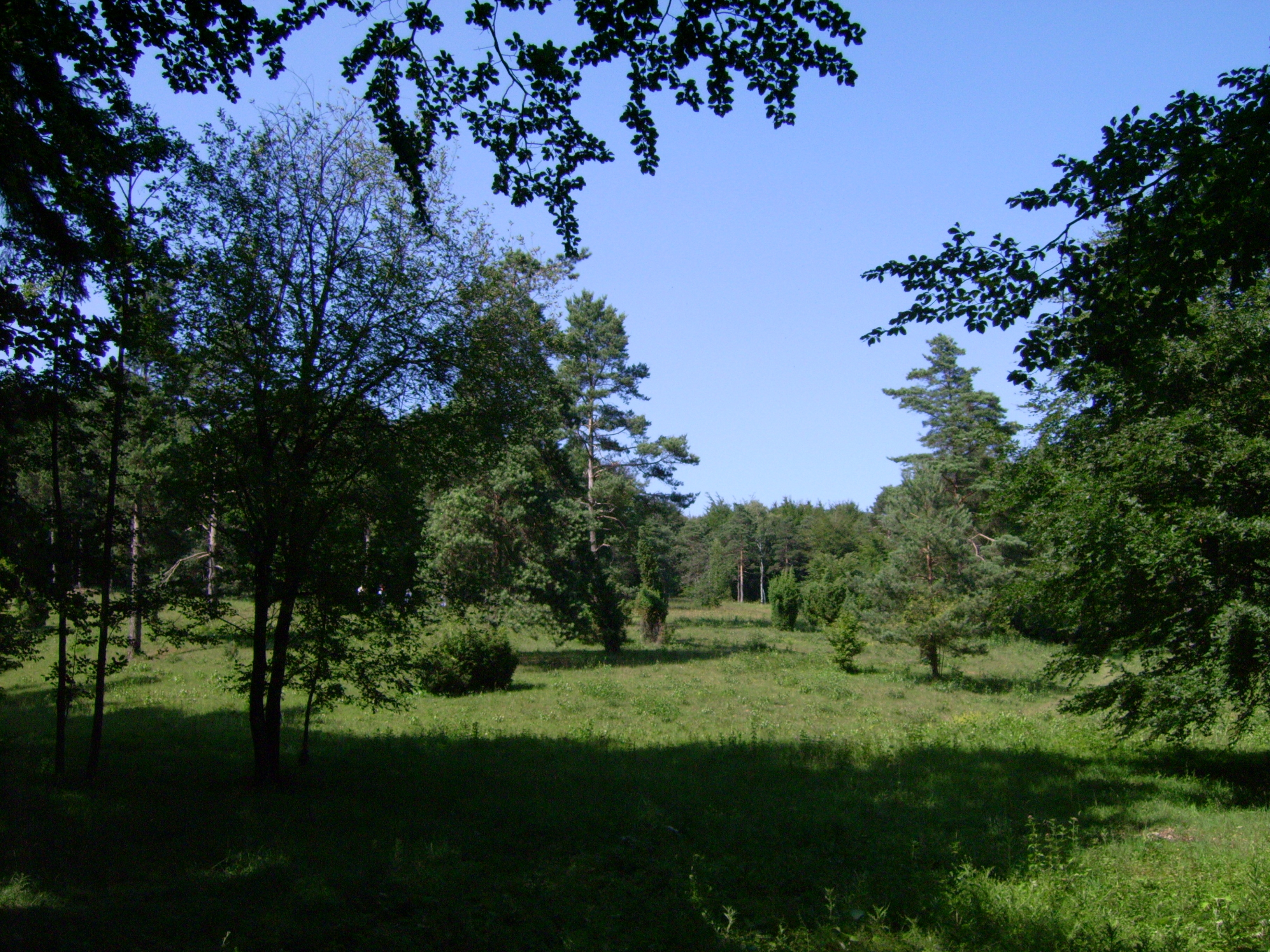
ジルバーベルク自然保護区

ハーゲンはトイトブルクの森の西部、窪状の谷に位置しており、すべての方角が森で護られている。自然はハーゲンの大きな部分を占めている。
ハーゲン盆地の中央をゴルトバッハが流れている。数多くの小さな支流とともに盆地からの排水を担っている。
18世紀に銀を含む鉱石を産出したジルバーベルクにはガルマイ＝ヘラークラウト（ Noccaea caerulescens subsp. calaminaris、アブラナ科タカネグンバイ属）が生育している。これはレッドリストに掲載されている種である。ジルバーベルクは1937年から自然保護区に指定されている。36.6 ha が生息地指令に基づき保護されている。

### 隣接する市町村
ハーゲンは、北はハスベルゲン、東はゲオルクスマリーエンヒュッテおよびバート・イーブルクと接する。これ以後はノルトライン＝ヴェストファーレン州シュタインフルト郡に属す市町村で、南はリーネンおよびランゲリヒ、西はテックレンブルクと境を接している。

### 自治体の構成
この町は以下の地区で構成されている。
- アルテンハーゲン
- ゲレンベック
- ハーゲン（旧ベッケローデ）
- メントルプ
- ナトルプ＝ハーゲン
- ズーデンフェルト

## 歴史
ハーゲンは、貴族の Ruothward がオスナブリュク司教 Wido に宛てた1097年の文書に初めて記録されている。この文書には parrochia Hagen（「ハーゲン教会区」）と言及されている。これは、この文書が書かれた1097年以前にはすでに現在のハーゲンの町域と一致する教会構造を持つ村落が存在していたことを意味している。この文書では、オスナブリュックの土地所有者で貴族の Ruothward がオスナブリュック司教 Wido にハーゲン教会区内の2つの農場と、オスナブリュック地方北部のブラームシェ教会区に属す農場1つを譲渡することが記されている。
852年12月8日には、ハーゲン町内のメントルプの農場がドイツ人王ルートヴィヒから新設されたヘルフォルト修道院に寄進されたことが記録されている。後にハーゲンの一部となるベッケローデの荘園もベネディクト会ヘルツェブロック修道院の1082年から1096年までの一連の出納帳簿に記載されている。当時の詳細な収入については不明であるが、ベッケローデ荘園のどの農場についてであるかは詳しく記載されている。
1723年4月12日にハーゲン中心部全域のほとんどが焼失した。聖具室係の息子の不注意で小さな小屋から出火した。建物が木組み建築であったこと、藁葺き屋根であったこと、通りに面して家屋が密集した構造であったことから火は家から家へと急速に燃え広がり、11棟の家屋、2棟のパン焼き小屋、2棟の家畜小屋のほか、司祭館、学校、教会塔の木製の屋根、教会の2つの鐘も焼失した。教会の本堂はレンガ屋根であったためほとんど無傷であったが、現在も教会の外壁には火災の跡が残されている。資金不足のため、目に見える火災の痕跡がすべて片付いたのは1736年になってからであった。
同規模の火災が1892年8月17日にも起こった。ある若者がギベン農場の納屋で藁の中にマッチを落としたのである。ギベン農場は1402年に最初の記録が遺る古い農場である。すぐに出動したハーゲンの消火ポンプは、しかし、村の泉からギベン農場までバケツリレーを行う妨げとなるため、利用されなかった。ほとんど完全に火に包まれたギベン農場で「シュナップスケラー」（アルコール度の高い酒類貯蔵庫）が爆発し、近隣の建物に火の粉をまき散らし、延焼を引き起こした。近隣のゲオルクスマリーエンヒュッテにある製鉄所ゲオルクス＝マリエン鉱山・製鉄協会のハーゲン労働者や周辺消防隊の援助によっても炎の拡大を阻止することはできず、18軒の家屋とその附属建造物が焼失した。しかし1723年の火災とは対照的に被害は極めて小さかった。教会や学校といった公共建造物は無傷であったし、被害を受けた家屋の所有者はいずれも火災保険に加入していた。この火災のために近代的な建物が建設され、市街中心部の外観は変化した。また、ハーゲンは新しい近代的な消火ポンプを確保した。これは現在も存在している。ギベン農場を記念して通りにギベンホフ通りという名前が付けられ、旧ギベン農場の標識が掲げられた。

### 地名の由来
ハーゲンの古い地名には、1088年頃 Hage、1097年 in Hagen、1200年 Hage/Hagen、1223年 Hagen、1305年 Haghen、1359年 in Haghene がある。hagen は古い言葉で、「垣根、柵で囲まれた土地、牧草地、薮」といった意味があった。従って、Hagen という地名は、柵で囲まれた地域あるいは森を表すものである。 

### 市町村合併
ハーゲン・アム・トイトブルガー・ヴァルト町は1954年まではハーゲン＝ベッケローデと呼ばれていた。1968年7月1日にアルテンハーゲンとメントルプが合併した。
現在のハーゲン・アム・トイトブルガー・ヴァルト町は、1972年7月1日に行われた地域再編によって、旧ハーゲン・アム・トイトブルガー・ヴァルト町とニーダーマルク町が合併して成立した。ニーダーマルク町は、1971年にゲレンベック、ナトルプ＝ハーゲン、ズーデンフェルトが合併して成立していた。

## 住民

### 人口推移
以下の表は、各年の12月31日時点での市域における人口を示している。
数値は、2011年5月9日の人口調査結果に基づくニーダーザクセン州統計およびコミュニケーション技術局の研究結果である。
| 年   | 人口（人） |
| ---- | ---------- |
| 1987 | 11,954     |
| 1990 | 12,581     |
| 1995 | 13,958     |
| 2000 | 14,219     |
| 2005 | 14,265     |
| 2010 | 14,001     |
| 2011 | 13,847     |
| 2014 | 13,445     |

## 行政

### 議会
町議会は 30人の議員で構成され、これに投票権を持つ議長として町長が加わる。

### 紋章
ハーゲンの紋章は、かつて6つの町村から合併して成立したことを表す6本の分葉を持つオークの葉と、オスナブリュック地方に属すことを示す6本スポークの輪の半分とで構成されている。

### 友好都市
- ヴストロー（ドイツ語版、英語版）（ドイツ、メクレンブルク＝フォアポンメルン州）
- バルチェボ（ポーランド語版、英語版）（ポーランド、ヴァルミア＝マズールィ県）

## 経済と社会資本

### 交通

#### 鉄道
西の町境近くに鉄道ヴァンネ＝アイケル - ハンブルク線のナトルプ＝ハーゲン駅がある。この駅では少なくとも1時間間隔でミュンスターまたはオスナブリュック行きのヴァストファーレンバーンが発着している。

#### バス
オスナブリュック交通会社のバスがハーゲンからオスナブリュックへ定期的に3路線運行している。すなわち、ホルツハウゼン経由、アルト＝ゲオルクスマリーエンヒュッテ経由、ハスベルゲン経由である。

#### 航空
ハーゲンは、グレーフェンのミュンスター＝オスナブリュック空港 (FMO) から約 30 km 離れている。

#### 道路
自動車の場合、ハーゲンは連邦アウトバーン A1号線のレンゲリヒ・インターチェンジ、A30号線ズットハウゼン・インターチェンジ経由でアクセスする。また、ハーゲンは連邦道 B51号線近くに位置している。

### 果樹栽培

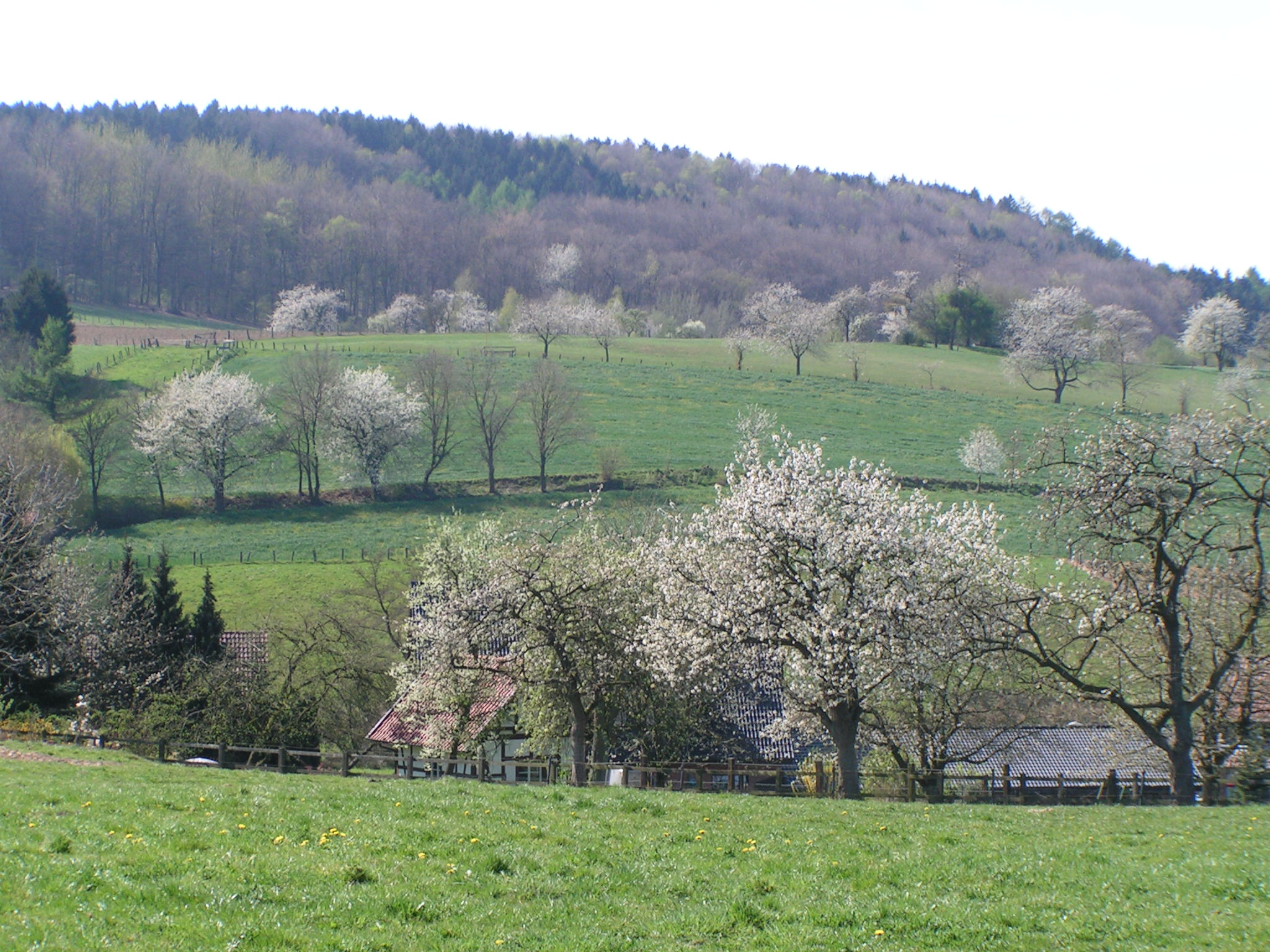
ハーゲン・アム・トイトブルガー・ヴァルトのセイヨウミザクラ

16世紀にはすでにハーゲンでセイヨウミザクラの大規模な栽培が行われていた。1900年頃にはドイツで最も重要なサクランボ産地の1つとなっていた。しかし集約的なプランテーション果樹栽培が増加するにつれ、この地方のセイヨウミザクラ栽培の経済的重要性は低下していった。
しかし、ハーゲン町は遺された、一部は大変に古い樹木の管理に尽力し、幹の高いセイヨウミザクラの木の新たな栽培を奨励している。現在ハーゲン町の町域内には約 2,000本のセイヨウミザクラの木が生育している。
ハーゲンは、セイヨウミザクラの多様性をテーマとした連邦農業・食糧庁モデル企画に参加した。この企画は2010年に完了した。このプロジェクトによって、古くからの木で 41種のセイヨウミザクラが果樹園芸学的に同定された。これ以前に 7種が失われていた。ハーゲンはドイチェ・ジーンバンク・オプストのコレクションパートナーである。

## 文化と見所

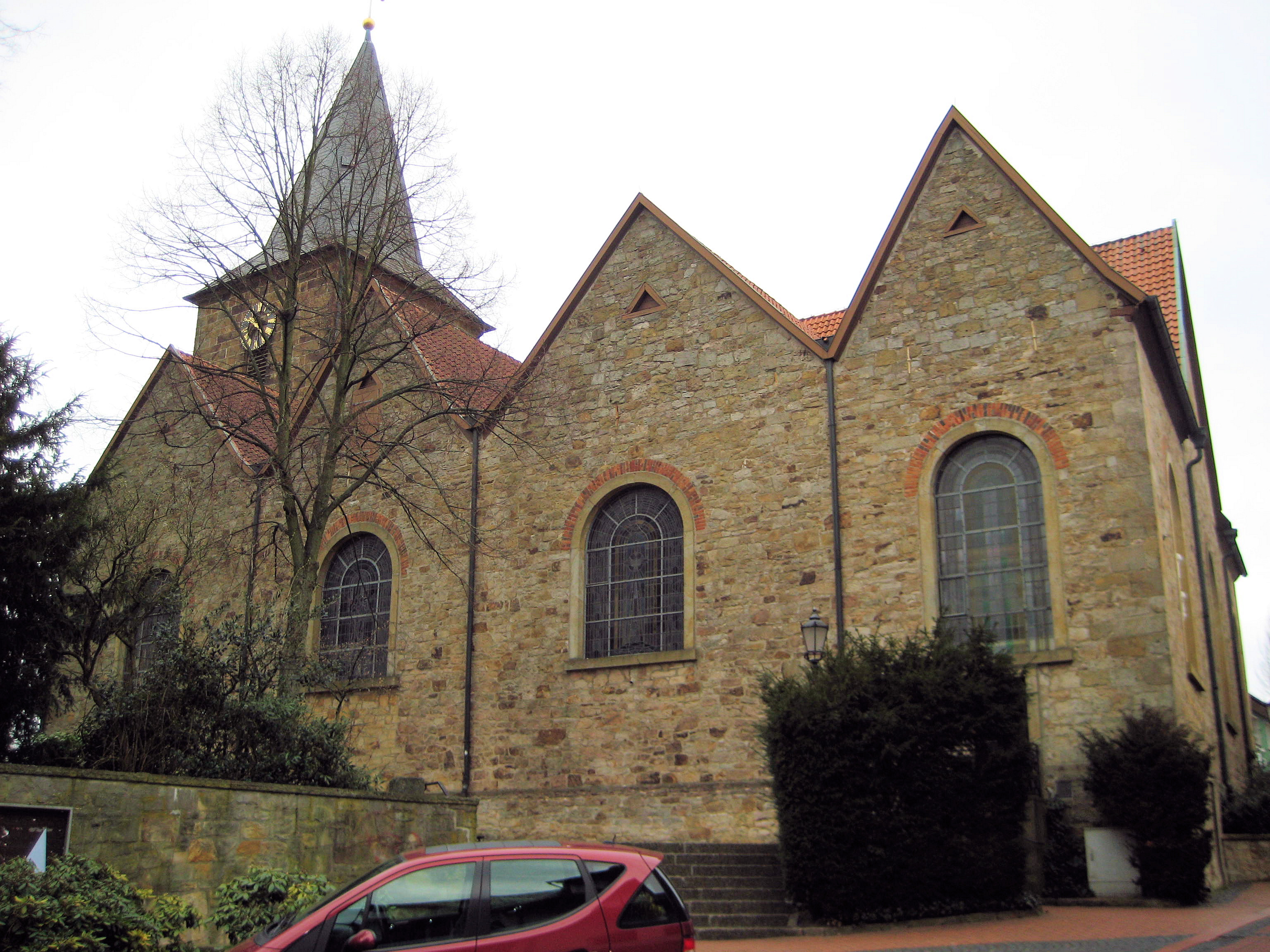
旧聖マルティヌス教会

ハーゲンの象徴的建造物は旧聖マルティヌス教会である。この教会は、おそらく、1492年から1523年の間に建設されたロマネスク教会の後継建造物である。1970年代にこの近くに新しいカトリック教会聖マルティヌス教会が建設された。どちらの教会もコンサートや展示会に利用されている。

### 年中行事
ハーゲンの教会祭は毎年秋に街の中心部全域で開催される。ここでは伝統的な家畜市（「フェルケルマルクト」、直訳すると「子豚市」）が聖ミヒャエルの日（9月29日）の後の月曜日に開催される。2014年に第400回が開催された。これは、オスナブリュック司教ボーデが正式に市場開催権を与えた100年祭でもあった。
2年に1度春に国際音楽祭が開催される。この音楽祭はヴィーゼンタール音楽協会の音楽隊によって主催される。
同じく2年に1度、町の中心部でオープン＝エアー＝フェスティバルが開催される。このフェスティバルは2007年夏には約6,000人の観客を集めた。主催者はハーゲン・アム・トイトブルガー・ヴァルト観光協会である。

### スポーツ
ハーゲンには大きなスポーツクラブが2つある。ハーゲンスポーツクラブ (HSV) とニーダーマルク競技クラブ（Spvg. ニーダーマルク）である。
かつての女子サッカードイツ代表選手ニコーレ・ブランデブーゼマイヤーは、ハーゲナー SV のサッカー部門ジュニアチームでプレイしていた。彼女はドイツ代表として8試合に出場した。1999年のアメリカ合衆国での世界選手権や2000年のシドニーオリンピックではドイツ代表チームの中心選手として活躍した。
ハーゲン・ハスキースのバスケットボール女子チームは2003年から2009年までバスケットボール・ブンデスリーガ2部でプレイした。2006/2007年シーズンには1部昇格をかけたプレイオフにまで進出した。この時は準決勝でヘルナー TC に敗北した。2009/2010年シーズンの開始とともにこのチームは自主的にブンデスリーガ2部から撤退し、（4番目のリーグである）2. レギオナルリーガ・ヴェストでプレイしている。
Spvg. ニーダーマルクの男子卓球チームは、卓球ブンデスリーガ2部で成功を収めている。このチームに所属するバート・イーブルク出身のディーター・リッペルトは卓球シニア選手権大会において2008年に70歳以上の部で優勝、男子ダブルスでも2006年に65歳以上の部で優勝している。リッペルトは2010年までに開催された15回のシニア世界選手権大会すべてに出場した。
ハーゲンには6つの射撃クラブと1つの弓クラブがある。最も有名な選手はリカーブボウの選手ミヒャエル・フランケンベルクで、2004年のオリンピック大会に出場した。
この町で最も成功した女性アスリートがニコレ・ヘーエマンである。この熟達した柔道家は、女子相撲の世界選手権大会で、2004年に団体金メダルを獲得し、2007年には銀メダル、2008年には銅メダルをそれぞれ獲得した。ヨーロッパ選手権の個人・団体戦で2007年に2位、2010年に3位を獲得した。そして2013年3月ホルシュタイン地方の町ペニッツで行われた女子相撲ヨーロッパ選手権で個人・団体戦の金メダルを獲得した。
ハーゲンの馬術クラブ「聖マルティヌス・ハーゲン」は2年に1度馬術競技大会を開催している。
国際的な馬術競技大会（たとえば「ホーシーズ＆ドリームス」）や乗馬スポーツ大会が「ホーフ・カッセルマン」で定期的に開催される。この会場の所有者であるウルリヒ・カッセルマンは、障害飛越競技のレジェンドであるパウル・ショッケメーレとともにアンクムで年に1度最大の国際馬匹オークション (P.S.I.-オークション）を開催している。2005年8月にはホーフ・カッセルマンで馬場馬術競技のヨーロッパ選手権大会が開催され、ドイツチームが金メダルを獲得した。
この町の有名な、同時に成功した馬術競技選手がユルゲン・コシェルとクリストフ・コシェル親子である。彼らは2006年からハーゲンに住んでおり、ホーフ・カッセルマンのすぐ隣でホーフ・ベッケローデを運営している。クリストフ・コシェルは最も成功したドイツ人馬場馬術競技選手の1人である。